# Półbieda
Półbieda – dawna kolonia. Tereny, na których była położona, leżą obecnie na Litwie, w okręgu uciańskim, w rejonie ignalińskim, w gminie Przyjaźń.

## Historia
W czasach zaborów w gminie Daugieliszki, w powiecie święciańskim, w guberni wileńskiej Imperium Rosyjskiego.
W dwudziestoleciu międzywojennym kolonia leżała w Polsce, w województwie wileńskim, w powiecie święciańskim, w gminie Daugieliszki.
W 1931 w 1 domu zamieszkiwały 4 osoby.